# 蒙托邦城市公共交通
蒙托邦城市公共交通是法国南部城市蒙托邦（Montauban）的城市公共交通系统，其法语商业名称为“TM”，是其全称的缩写。

## 历史
现有的蒙托邦城市公共交通创建于2006年，由原蒙托邦地方巴士系统重组而来。

## 组织

### 运营
蒙托邦城市公共交通由法国交通发展集团负责提供人员配置并运营，而车辆则归大蒙托邦城市圈公共社区下属的蒙托邦交通集团所有。

### 财政
蒙托邦城市公共交通的财政管理由大蒙托邦城市圈公共社区负责财政，其财政来源包括3部分：
- 地方财政支出，即大蒙托邦城市圈公共社区本身。
- 交通财政转移（Versement du transport），其财政来源为企业财政征收（Prélèvement）。
- 商业收入，即车票等。

蒙托邦城市公共交通系统尚未获得国家直接补助。

## 设施
截止2021年4月，蒙托邦城市公共交通系统共有普通线路9条。

## 线路网
蒙托邦城市公共交通的线路网覆盖了蒙托邦市区主要街道及附近的部分市镇。

## 线路

### 常规公交线路
| 线路 | 起站                                 | 终点                                       | 运行时间 | 班次间隔时间 |
| ---- | ------------------------------------ | ------------------------------------------ | -------- | ------------ |
| 1    | Sapiac 萨皮亚克                      | Ramierou 拉米埃鲁                          | 全年     | 20分钟       |
| 2    | Aussonne 欧索讷                      | Théas 泰阿斯                               | 全年     | 20分钟       |
| 2    | Aussonne 欧索讷                      | Les Floralies 莱弗洛拉利                   | 全年     | 20分钟       |
| 3    | Bressols Centre-Ville 布勒索勒市中心 | Ramierou 拉米埃鲁                          | 全年     | 40分钟       |
| 4    | Hippodrome 跑马场                    | Montbeton Place Alibert 蒙伯通阿利贝尔广场 | 全年     | 40分钟       |
| 5    | Lycée Agricole Capou 卡普农业中学    | Canteloube 康特卢布                        | 全年     | 40分钟       |
| 6    | Gare SNCF 国铁火车站                 | Pont de Chaume P+R 绍姆桥停车场            | 全年     | 40分钟       |
| 7    | Birac 比拉克                         | Prax Paris 普拉克斯-巴黎                   | 全年     | 60分钟       |
| 8    | Fonneuve Centre 福讷沃中心           | Montplaisir 蒙普莱西尔                     | 全年     | 60分钟       |
| 9    | Parking Eurythmie 厄里特米停车场     | Marché 集市                                | 周六上午 | 10分钟       |

### 定制公交线路
蒙托邦城市公共交通下属5条区域定制公交线路。

## 票价
蒙托邦城市公共交通的车票系统包括两大类型：单次车票和公交卡。

### 单次车票
蒙托邦城市公共交通的单次车票为不记名的一次性纸质车票，包括单次卡、双次卡和10次卡，在售票处在公交车司机处购买，单次卡价格为1.2欧元（其中9路为0.6欧元）。单次车票在插卡后一小时内可无限次换乘。

### 公交卡
蒙托邦的公交卡包含多种类型，包括公共卡（所有人均可办理和使用）、学生卡、老年卡等，办理时需实名登记并出示相关证件。普通的公交卡可在指定的时间段内无限次乘坐蒙托邦城市公共交通下属的所有线路。